# Вон, Киа
Киа Вон (англ. Kia Vaughn; род. 24 января 1987 года в Бронксе, Нью-Йорк, США) — американская профессиональная баскетболистка, которая выступала в женской национальной баскетбольной ассоциации в четырёх командах. Была выбрана на драфте ВНБА 2009 года под общим восьмым номером клубом «Нью-Йорк Либерти». Играла на позиции центровой.

## Ранние годы
Киа Вон родилась 24 января 1987 года в Бронксе, континентальном боро Нью-Йорка, дочь Эйжи Эллингтон, у неё есть семь младших братьев, училась в академии святого Михаила в Мидтауне, одном из районов боро Манхэттен, в которой выступала за местную баскетбольную команду.